# Star Wars: The Force Unleashed
Star Wars: The Force Unleashed (TFU) is een videospel van LucasArts, gebaseerd op de Star Wars-franchise. Het spel is onderdeel van het The Force Unleashed multimediaproject. Het verhaal speelt zich af tussen Star Wars: Episode III: Revenge of the Sith (2005) en Star Wars: Episode IV: A New Hope (1977).
Het spel werd over een periode van vier jaar ontwikkeld. Het spel is ontwikkeld voor de PlayStation 2, PlayStation 3, Nintendo Wii, en Xbox 360 consoles, en de iPhone OS, second-generation N-Gage, Nintendo DS, PlayStation Portable, en mobiele telefoons met Java. Het spel werd uitgebracht in september 2008. Het spel werd in december 2009 opnieuw uitgebracht als Star Wars: The Force Unleashed: Ultimate Sith Edition, die versie kwam uit voor de Xbox 360 en PlayStation 3 net als de vorige versie en ook nog voor de Personal computer, voor Microsoft Windows en Mac OS X waarvoor de vorige versie niet werd uitgebracht.

## Verhaal
Darth Vader krijgt van de Keizer de taak om alle Jedi te vermoorden. De Sith Lord vindt Kento Marek op Kashyyyk en vermoordt de Jedi na een makkelijk lichtzwaard duel. Onverwachts grijpt de zoon van Kento Vaders zwaard. Direct komen er Imperial Stormtroopers aan om de jongen te vermoorden, maar Vader roeit ze uit en neemt de jongen die Galen Marek heet mee om hem te trainen als zijn geheime leerling.
Vader maakt de jongen door de jaren heen wijs dat hij samen met hem de Keizer kan doden. Op een dag hebben de spionnen van Vader de Jedimeester Rahm Kota opgespoord in een ruimtebasis op Nar Shaddaa. Het wordt een test voor Galen Marek oftewel Starkiller. Zijn doel is het lichtzwaard van Kota naar Vader brengen. Zijn crew bestaat uit PROXY en Juno Eclipse. In de ruimtebasis vermoordt Starkiller niet alleen de militairen van Kota maar ook de Stormtroopers. Als zij hem zien zal de Keizer van zijn bestaan weten. Starkiller is geweldig getraind en vernietigt iedereen met de Kracht, zelfs een AT-ST. Uiteindelijk weet hij Kota te vinden. Kota had liever tegen Vader zelf gevochten maar ontdekt een verschrikkelijk sterke tegenstander in Starkiller. Geknield tijdens een Lichtzwaard Afsluiting voorziet hij dat Vader niet altijd baas over Starkiller zal zijn. Hij ziet alleen zichzelf. Op dat moment maakt Starkiller Kota blind en gooit hij hem uit de ruimtebasis.
Darth Vader neemt het zwaard van Kota aan en valt Starkiller aan. Deze was niet geconcentreerd dus constateert Vader dat hij nog hard moet trainen. Hij moet naar de oude Jedi Tempel op Coruscant om een Jedi Proef te doorlopen. Nadat Juno het schip laat landen blijkt dat de Keizer de Tempel over heeft genomen. Starkiller vermoordt alle wachten en dringt door tot een hologram van de oude Sith Lord Darth Desolous. Na een duel met de stevig bepantserde Sith begeeft Starkiller zich naar zijn meester.
Vader geeft Starkiller de taak om naar Raxus Prime te reizen. Jedimeester Kazdan Paratus is daar gesignaleerd. De demente Meester is gevaarlijk en Vader weet niet of Starkiller het aankan. Maar de jonge Sith vernietigt alle Junk Golems en een sterk wezen genaamd Drexl en uiteindelijk ook Kazdan Paratus in zijn zelfgemaakte Jedi Tempel.
Vader is niet onder de indruk. Starkiller versloeg een oude man en een idioot. Hij stuurt Starkiller wederom naar Coruscant om weer een Jedi Proef te doorlopen. Dit keer betreedt Starkiller een ander deel van de Tempel en vernietigt wederom de wachten. Dit keer staat hem een grote uitdaging te wachten: Darth Phobos. Zij neemt de gedaante van Juno Eclipse aan om Starkiller af te leiden en probeert tijdens een hevig lichtzwaard duel zijn angsten te weten te komen. Uiteindelijk ontwapent Starkiller Phobos maar zij smeekt op genade als Juno Eclipse. Starkiller steekt haar echter toch neer. Darth Vader verschijnt door PROXY en is tevreden.
Vader wil zien of Starkiller ook echte krijgers aankan. Jedimeester Shaak Ti was een lid van de Jediraad en heeft als een van de weinige Jedi Bevel 66 overleefd. Ze is op Felucia en Starkiller moet haar stoppen. Eenmaal op Felucia komt Starkiller erachter dat Shaak Ti de Felucians in de Kracht getraind heeft. Toch zijn ze geen probleem voor de machtige Sith leerling. Zelfs de grote Rancors kunnen niets doen tegen Starkiller. Uiteindelijk is er een lichtzwaard duel bij de Sarlacc genaamd de Ancient Abyss tussen Starkiller en Shaak Ti. Na een gevecht op de Sarlacc elektrocuteert Starkiller Shaak Ti en is ze verzwakt zodat ze al gauw in de Sarlacc valt, maar voor ze in de Sarlacc valt voorspeld Shaak Ti nog vol medelijden aan Starkiller dat de Sith elkaar altijd verraden en dat hij een arme jongen is die daar snel achter zal komen, daarna valt ze in de Sarlacc, Starkiller probeert na alles wat ze tegen hem gezegd had haar nog te redden wanneer ze valt maar slaagde hier net niet in.
Als Starkiller terugkeert bij zijn meester wordt hij ontdekt door de machtige Keizer die Vader opdraagt de jongen te doden voordat hij ze allebei doodt. Vader gooit zijn leerling door de ruit en de Keizer is tevreden.
Starkiller wordt in het geheim hersteld door de droids van Vader. Starkiller is woest maar Vader geeft hem de opdracht een groep te vormen tegen de Keizer. Nadat hij Juno bevrijdt begint hij aan deze missie.
Hij gaat hij naar de planeet Bespin in Cloud City of terug naar de planeet Nar Shaddaa om erachter te komen dat Rahm Kota nog leeft. Hij verslaat de Keizers Shadow Guard en neemt de blinde Jedimeester mee voor zijn groep tegen de Keizer.
Daarna keert echter nog een keer terug naar de Jedi Tempel waar hij de moeilijkste Jedi Proef van allemaal doorstaat: Een gevecht met Kento Marek.
Kota raadt Starkiller aan Senator Bail Organa te rekruteren, maar dan moet hij eerst zijn dochter redden op Kashyyyk. Nadat hij dit heeft gedaan moet hij Bail vinden op Felucia.
Op Felucia komt Starkiller erachter dat Shaak Ti een leerling had, Maris Brood. Deze is echter naar de Duistere Kant gegaan en heeft Bail gevangen. Uiteindelijk doodt Starkiller haar Bull Rancor en laat hij Maris gaan. Bail Organa is nu de volgende in de groep tegen de Keizer.
Darth Vader neemt contact op met Starkiller. Hij moet laten zien dat de Keizer verslagen kan worden. Dit moet hij doen door het ruimtestation boven Raxus Prime te vernietigen. Hier bouwt de Keizer Imperial Star Destroyers.
Nadat Starkiller dit heeft voltooid en zelfs een Imperial Star Destroyer met de Kracht liet afbuigen van zijn schip is het tijd voor het rekruteren van Senator Garm Iblis in Cloud City. Hier vernietigt Starkiller crimineel Chop'aa en rekruteert hij Garm Iblis.
Nu is het tijd om de groep tegen de Keizer op te richten. Een hologram van Leia Organa afgespeeld door PROXY, Starkiller, Mon Mothma, Bail Organa en Garm Iblis verzamelen op de planeet Coreilla. De Rebel Alliance is ontstaan. Maar dan stormen de Stormtroopers binnen en arresteren iedereen. Darth Vader is gearriveerd. Starkiller snapt er niets van en bespringt Vader die met de Kracht Starkiller weggooit. Vader onthult dat al dit een val van hem was om iedereen die tegen de Keizer is te vernietigen. Hij was nooit van plan om met Starkiller tegen de Keizer te vechten. Vader wil Starkiller doden maar PROXY bevecht hem in de vorm van Obi-Wan Kenobi. Vader steekt hem neer maar Juno Eclipse heeft in de tussentijd Starkiller gered.
Starkiller geeft in zijn schip aan dat hij nu Jedi is. Galen Marek kan niet geloven dat Vader hem verraden heeft en vliegt naar de Death Star om zijn vrienden te redden. Hij kust Juno vaarwel en dringt door tot de kamer van de Keizer. Hij verwondt Vader en ontwapent de Keizer maar hij doodt hem niet. De Keizer doodde Galen, maar is er allesbehalve blij mee omdat hij een andere toekomst voor hem in gedachte had, maar in The Force Unleashed II laat Darth Vader een kloon van Galen maken in de hoop op een gehoorzamere leerling. Galen leeft echter voort in het kloonlichaam en herinnert zich de meeste dingen van zijn vorige leven. De Rebellenalliantie ontsnapt en zal blijven vechten tegen de Keizer.

## Alternatief einde
Eigenlijk heeft het spel 2 eindes. Na het 1e gevecht met Darth Vader kan de speler kiezen. Als je naar de Keizer rent om Rahm Kota te redden vecht je met de Keizer en krijg je het gewone einde. Maar je kan ook van het balkon naar Vader springen om nogmaals met hem te vechten.
Als de speler Darth Vader vermoordt zal hij de Nieuwe Leerling van de Keizer worden. In dit geval krijgt hij het Sith Stalker kostuum en wordt Lord Starkiller. Dat einde werd uitgebreid in de Ultimate Sith Edition.

## Star Wars The Force Unleashed II
Het tweede deel gaat over dat Darth Vader zijn oud-leerling, Starkiller, had gekloond tijdens de operatie uit het eerste deel wanneer hij hersteld werd tijdens het verraad van Starkiller's meester wanneer Darth Vader zijn loyaliteit moest beweren voor Darth Sidious.
Tijdens de operatie hadden de droïds een bloedmonster genomen van Starkiller waarmee Darth Vader later zijn leerling kon klonen op de planeet Kamino.
In het tweede deel krijgt de kloon visioenen van de enige echte Starkiller. Vooral over zijn liefde met Juno Eclipse. Uiteindelijk komt hij erachter dat hij gekloond is en zal zich aansluiten bij de Rebel Alliance.
[ Darth Vader - "They are memories of a dead man" ]
Deze game bevat net als het eerste uitgave, twee alternatieve einden.
Star Wars The Force Unleashed II is beschikbaar voor PC, Xbox 360, PlayStation 3 en Nintendo Wii.
- Star Wars The Force Unleashed II - Standard Edition
- Star Wars The Force Unleashed II - Collectors Edition ( Xbox 360 & PlayStation 3 )

## Personages
- Galen Marek: Jongen wiens vader door Darth Vader vermoord wordt. Wordt Sith Starkiller maar hij keert zich tegen de Keizer met zijn Rebellenalliantie. Hij wordt vermoord door Keizer Palpatine op de Death Star of neemt de plaats in van Darth Vader, nadat hij hem heeft verslagen en omgebracht in het alternatieve einde.
- Darth Vader: Anakin Skywalker wordt door Keizer Palpatine naar de Duistere Kant geleid en krijgt een life support pak en helm, nadat hij zeer verminkt wordt door lava na een verloren gevecht tegen Obi Wan Kenobi. Sidious doopt hem al voor het gevecht met Kenobi tot Darth Vader: Sith Lord. Vader roeit Jedi uit en is de meester van Starkiller. In een ultieme confrontatie met zijn leerling verliest hij, maar de Keizer doodt Starkiller, alias Galen Marek. In het alternatieve einde doodt Starkiller hem en neemt zijn plaats in.
- Juno Eclipse: Piloot van Starkiller's schip en tevens de grote liefde van Starkiller.
- PROXY: Starkiller's robot. Hij kan de gedaante van iedereen aannemen als hologram.
- Rahm Kota: Oude Jedimeester die Bevel 66 overleefde. Omdat hij vond dat de Clones niet effectief genoeg waren rekruteerde hij zijn eigen leger en is zo ontsnapt. Hij verloor zijn zicht in een gevecht tegen Starkiller maar hielp hem uiteindelijk naar de Jedi.
- Kazdan Paratus: Demente Jedimeester met een eigen Jedi Tempel. Hij heeft het idee dat de Jedi Order nog leeft. Sterft in een gevecht met Starkiller.
- Shaak Ti: Jedimeester die Bevel 66 overleefde. Ze traint Maris Brood maar wordt vroegtijdig vermoord door Starkiller.
- Maris Brood: Oud-leerlinge van Shaak Ti. Na de dood van haar meester gaat ze naar de Duistere Kant. Starkiller laat haar gaan.
- Keizer Palpatine/Darth Sidious: De ultieme heerser van de Duistere Kant. De slechtheid zelve. De Sith Lord werd ooit misvormd in een duel tegen Mace Windu. Hij maakte Anakin Skywalker tot Darth Vader. Zijn krachtbliksem is ongeëvenaard.

## Ontvangst
| Beoordeeld door                       | Platform      | Datum             | Score |
| ------------------------------------- | ------------- | ----------------- | ----- |
| Game Informer Magazine                | PlayStation 3 | september 2008    | 88%   |
| FileFactory Games / Gameworld Network | Xbox 360      | 23 september 2008 | 84%   |
| Armchair Empire, The                  | PlayStation 3 | 30 september 2008 | 75%   |
| Game Shark                            | PlayStation 3 | 1 oktober 2008    | 75%   |
| JeuxActu                              | Xbox 360      | 23 september 2008 | 75%   |
| Computer Bild Spiele                  | Xbox 360      | 1 oktober 2008    | 72%   |
| The Review Busters                    | Xbox 360      | 2008              | 60%   |
| 1UP                                   | PlayStation 3 | 15 september 2008 | 50%   |
| 1UP                                   | Xbox 360      | 15 september 2008 | 50%   |
| Gamer.nl                              | PlayStation 3 | 19 september 2008 | 40%   |